# 乔治敦 (阿森松岛)
乔治敦（英語：Georgetown）是英国海外领土圣赫勒拿、阿森松和特里斯坦-达库尼亚所辖阿森松岛的首府，位于阿森松岛西部。该城镇为当地的文化中心。该城镇以圣玛丽教堂为中心。2008年，当地人口为450人。